# Beinn Chùirn

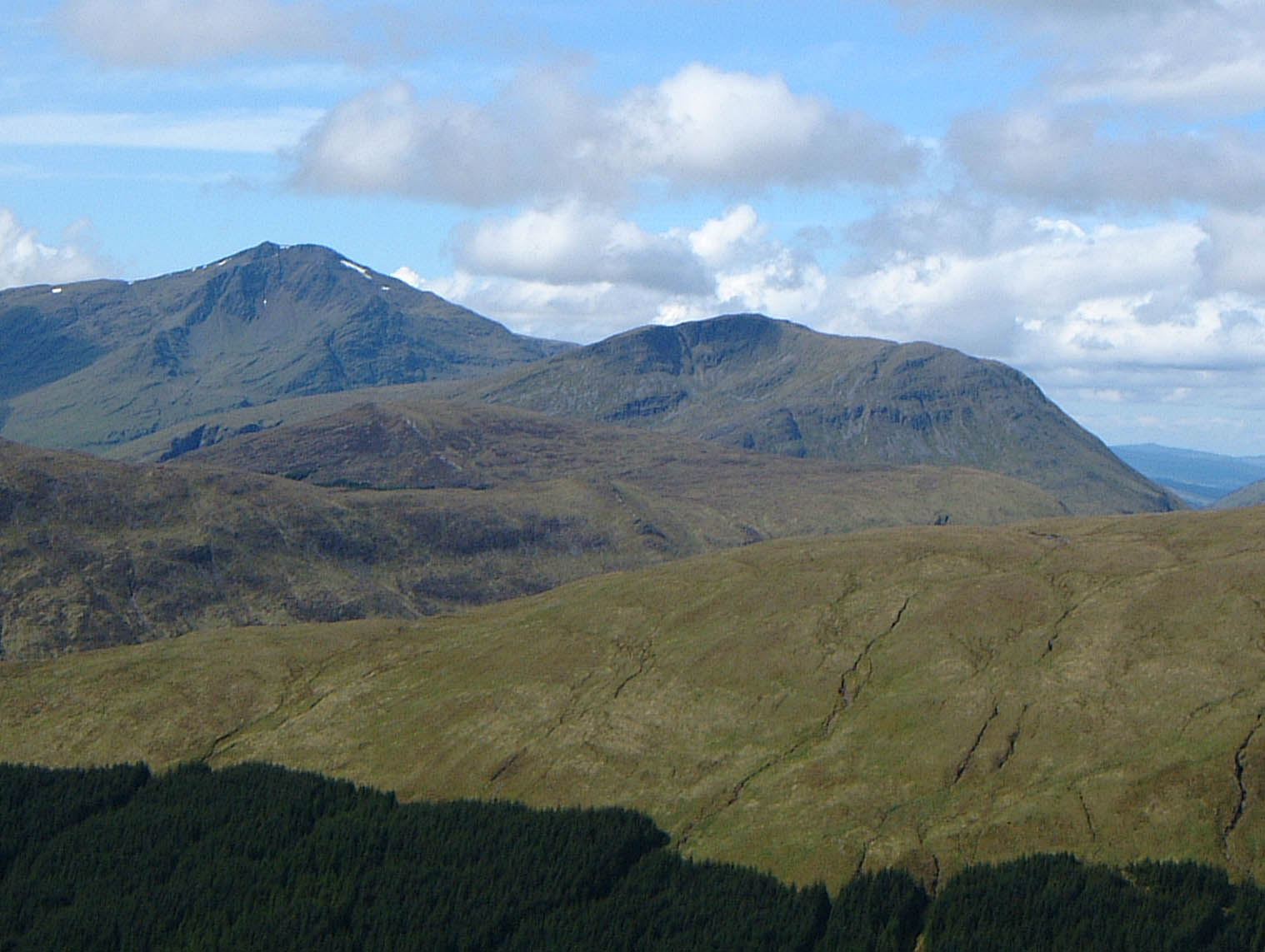
Beinn Chùirn (i mitten).

Beinn Chùirn är en kulle i Skottland ungefär fem kilometer sydväst om byn Tyndrum, på gränsen mellan Stirlingshire och Perthshire i den norra delen av Loch Lomond och The Trossachs nationalpark.
Beinn Chùirn är 880 meter hög. Den är en av tre kullar och berg (Ben Lui, Ben Oss och Beinn Dubhchraig) i Cononish-dalen. Kullens namn betyder på skotsk gaeliska "Rösekullen". Den har på senare år blivit uppmärksammad efter att guld hittats i den.

## Guldgruva

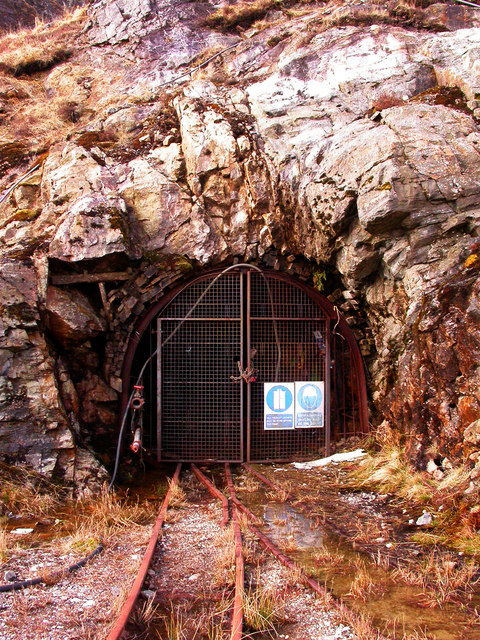
Ingången till guldgruvan Eas Anie.

År 1984 upptäckte det irländska företaget Ennex International guld i en kvartsåder på den sydöstra sluttningen av Beinn Chùirn, precis ovanför gården Cononish vid Eas Anie. Företaget satsade över 250 000 pund på initiala utgrävningar. Guldet, som visat sig vara det mest betydelsefulla fyndet i Skottland, hittas i små partiklar inuti svavelkis och blyglans, som i sin tur förekommer inuti kvartsådern. Trots påståenden om att fyndet kan härbärgera upp till en miljon ton malm som kan producera fem ton guld och 25 ton silver, så har platsen endast bearbetats under en kort period på 1990-talet då en runt 1280 meter lång tunnel grävdes i kullen.
År 1994 köpte The Caledonian Mining Company rättigheterna till gruvan. Ett fallande guldpris innebar dock att ett sådant litet fynd inte var ekonomiskt försvarbart att bearbeta vid tidpunkten. På senare år (2007 och framåt) har priset på guld stigit vilket har lett till förnyad aktivitet. Rättigheterna har sålts till företaget Scotgold Resources of Perth.